# Burg Lissingen
Die Burg Lissingen an der Kyll ist eine gut erhaltene, ehemalige Wasserburg aus dem 13. Jahrhundert bei Gerolstein im Landkreis Vulkaneifel in Rheinland-Pfalz. Sie wirkt von außen wie eine einzige Burg, ist aber eine Doppelburg. Sie besteht aufgrund einer Teilung im Jahre 1559 aus einer sog. Unterburg (Niederburg) und einer Oberburg, die auch heute wieder verschiedene Besitzer haben. Ähnlich wie Burg Eltz und Schloss Bürresheim zählt Burg Lissingen zu den ganz wenigen Eifelburgen, die nie zerstört worden sind.
Die Burg Lissingen ist ein Geschütztes Kulturgut nach der Haager Konvention.

## Lage
Die Burg liegt am Ortsrand von Lissingen, einem Stadtteil von Gerolstein. Sie war ursprünglich eine regelrechte Wasserburg, welche teils von der Kyll und im Übrigen von Wassergräben umgeben war. Während die Gräben auf der Süd- und Westseite der Burg verfüllt und darauf Straßen angelegt worden sind, lassen die zur Kyll gelegenen Bereiche der Burg noch ihren Ursprung als Wasserburg erkennen.

## Geschichte

### Römische Besiedlung
Lissingen und der benachbarte Ort „Sarresdorph“ sind vermutlich aus einer römischen Siedlung entstanden. Dies lassen nicht nur Grabungsfunde aus dem Wirtschaftshof der Unterburg vor dem Ersten Weltkrieg, sondern auch die Nähe zum ehemaligen römischen Ausava, heute Oos, einer Pferdewechsel-Station an der römischen Straße zwischen Trier und Köln, vermuten.
Nach der großen germanischen Landnahme im 5. Jahrhundert wechselten die ehemaligen römischen Siedlungen in den Besitz der fränkischen Könige über. Aus diesem Besitz entwickelte sich später der Hausbesitz der Merowinger und Karolinger. Während der karolingischen Zeit im 8. und 9. Jahrhundert gehörten die beiden Siedlungen Lissingen und Sarresdorph zur Abtei Prüm bzw. deren Hof Büdesheim.

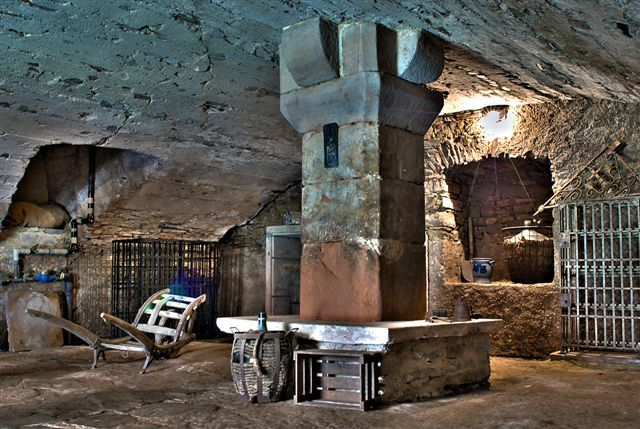
Älteste Baureste im Keller des Herrenhauses der Unterburg

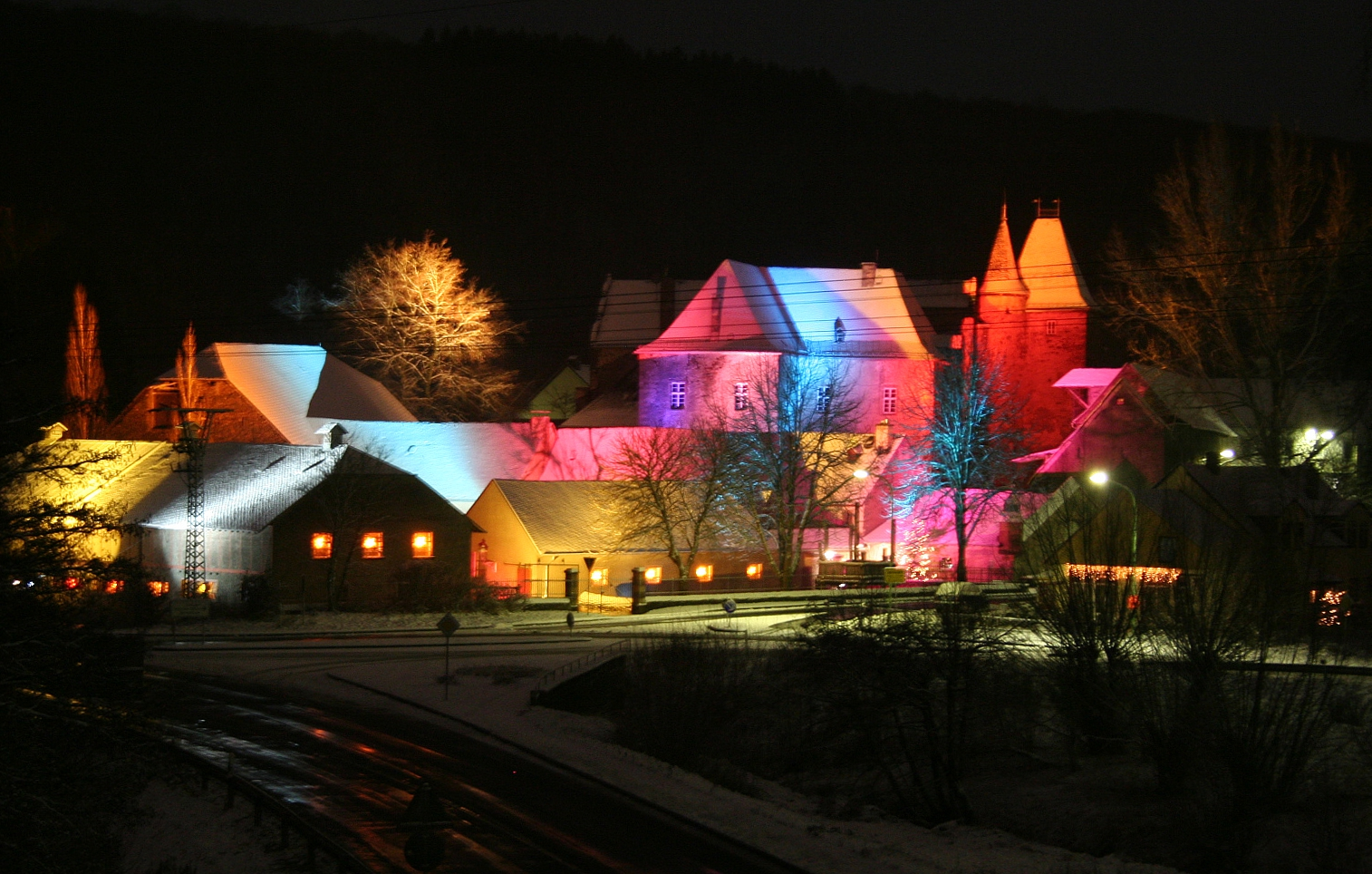
Burg Lissingen bei Nacht

Nach Einfällen von Normannen im 9. Jahrhundert und Übergriffen auf die Abtei Prüm wurden zu deren Schutz Wehrtürme und später auch Burgen errichtet.
Während der Blütezeit des höfischen Ritterideals wurde der befestigte Sitz zu einem wehrhaften Gebäudekomplex weiter ausgebaut.

### Lissingen, ein Lehen der Abtei Prüm
Erstmals urkundlich erwähnt wurde die Burg Lissingen im Jahr 1212 als Besitz der Ritter von Liezingen. Noch im Jahre 1514 belehnte die Abtei Prüm den Herrn Gerlach Zandt von Merl mit dem gesamten Besitz Lissingen. Im Jahre 1559 kam es dann zu einer Teilung der Burganlage in Unter- und Oberburg.
In den Jahren 1661–1663 baute Ferdinand Zandt von Merl die Unterburg fast völlig um. Unter Einbeziehung von drei mittelalterlichen Wohntürmen entstand ein imposantes Herrenhaus (Haupthaus) von schlossartiger Gestalt und Dimension. Dieses besaß auch eine kleine Hauskapelle in Form eines Vorbaus. Die Hauskapelle wurde in der Folge (1711 und 1745) als Oratorium derer von Zandt erwähnt. Es wurde zu Anfang des 20. Jh. aufgegeben.

### Lissingen, ein kleines autonomes Territorium
1762 wurde Josef Franz von Zandt von Merl noch vom trierischen Kurfürsten (als Prokurator der Abtei Prüm) mit Lissingen belehnt. Einige Jahre später, im Jahr 1780, wurde dieser Adlige – als Mitglied der Reichsritterschaft – Freiherr (Landesherr) der Herrschaft Lissingen, eines kleinen, autonomen Territoriums. Dieses bestand bis zum Ende der Feudalzeit fort. In diese Zeit fallen größere bauliche Erweiterungen der Burganlage, insbesondere in Gestalt einer erheblich vergrößerten Zehntscheune samt Stallungen.
Infolge der Französischen Revolution kam das linksrheinische Gebiet, zu dem auch die ehemalige Herrschaft Lissingen bzw. Burg Lissingen gehörte, im Jahre 1794 unter französische Verwaltung.

### Lissingen, ein Wirtschaftsbetrieb der Neuzeit
Bereits 1815 wurde das Gebiet der Eifel dem Königreich Preußen zugeteilt. In den Folgejahren wechselten die beiden Teile der Burg mehrmals den Besitzer. 1825 veräußerte Maximilian von Ahr die Oberburg an Carl Joseph Franz Emanuel Freiherr von Breiten-Landenberg (1781–1834), bevor Ober- und Unterburg 1913 wieder unter einem Besitzer vereint wurden. Dieser baute mit viel Elan einen Gutsbetrieb auf.

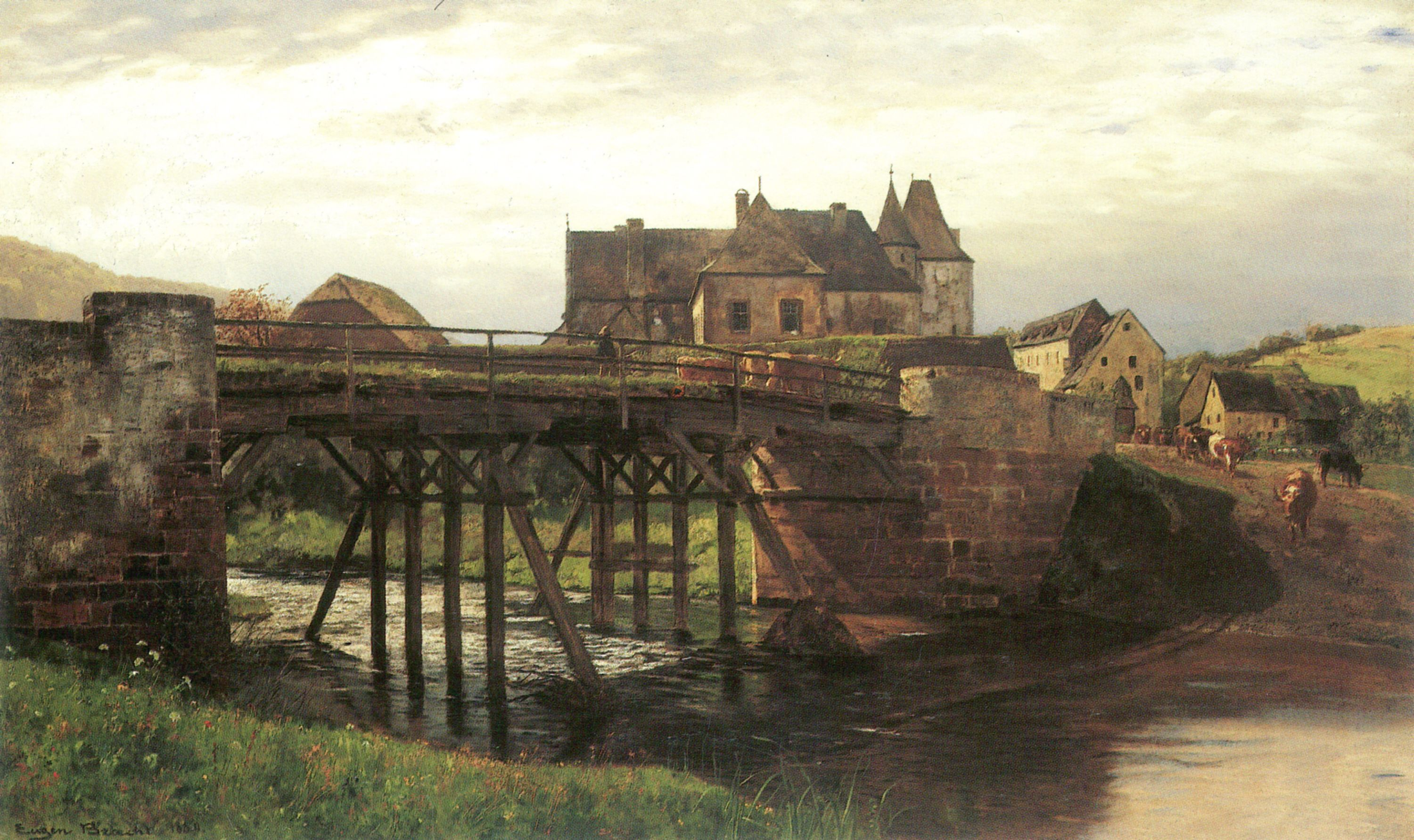
Burg Lissingen um 1880 – Gemälde von Eugen Bracht

Eine spürbare wirtschaftliche Weiterentwicklung brachte die Einrichtung eines eigenen kleinen Elektrizitätswerkes, das im Jahr 1906 seinen Betrieb aufnahm. Die Stromversorgung erfolgte für die Burg, etwa 50 Häuser in der Ortschaft Lissingen und die kleine Bahnstation Lissingen. Die Stromversorgung Dritter dauerte noch bis zum Jahre 1936 an, bis sie vom Rheinisch-Westfälischen Elektrizitätswerk (RWE) übernommen wurde.
Im Jahr 1932 erwarb der Brauereibesitzer Greven aus Köln den (durch die Weltwirtschaftskrise geschwächten) Gutsbetrieb. Auf seine Veranlassung hin entstanden die großen landwirtschaftlichen Bauten an der Südseite der Burg. So wurde 1936 ein neuer großer Kuhstall errichtet mit Melkstand, Milchküche, Kühlhaus und einer der ersten Abfüllanlagen für Flaschenmilch in der Eifel.
Während des Zweiten Weltkrieges diente die Burg als Unterkunft für verschiedene Wehrmachtsregimenter wie auch als Befehlsstelle des deutschen Generalstabs und gegen Ende des Krieges auch als provisorisches Gefängnis für hohe Militärs.
Nach dem Ende des Krieges wagte die Familie Greven einen Neuanfang mit Milch- und Viehwirtschaft. Bis zum Jahre 1977 wurde die Unterburg als landwirtschaftlicher Betrieb von einem Pächter bewirtschaftet. Inzwischen war die Landwirtschaft nicht mehr rentabel. Die Gebäude der Burg (vor allem das Torhaus der Oberburg und die gesamte Unterburg) wurden zunehmend vernachlässigt und dem Verfall preisgegeben. Erst mit dem Übergang der beiden Burgteile in die Hand neuer Privatbesitzer wurden wieder Investitionen getätigt.

## Chronik
| 1./2. Jh. n. Chr.   | Römer siedeln auf dem Gelände der heutigen Burg Lissingen. |
| 6./7. Jh. n. Chr.   | Franken (Merowinger) haben die Römer verdrängt und deren Besitzungen übernommen. |
| 8. Jh. n. Chr.      | Die Hausmeier der Merowinger gelangen an die Macht und erreichen als Karolinger große Bedeutung. Sie erwählen die Abtei Prüm zum Hauskloster und statten es mit zahlreichen Gütern aus. Auch das Gelände der heutigen Burg Lissingen gelangt an die Abtei Prüm.                   |
| 9. Jh. n. Chr.      | In den Jahren 890 und 892 wird die Abtei Prüm von einfallenden Normannen ausgeplündert und zerstört. Vermutlich aus diesem Grund wird mit dem Bau von Burgen und Wehranlagen in den Gebieten der Abtei begonnen.                                                                  |
| 10./11. Jh. n. Chr. | Vermuteter Beginn eines Burgenbaus (steinerner Wohn- und Wehrturm) auf dem Gelände der Burg Lissingen. Reste dieses Wohn- und Wehrturms finden sich heute noch in einem später errichteten Herrenhaus der Burg Lissingen.                                                         |
| 1212                | Erste urkundliche Erwähnung eines Rittergeschlechts auf Burg Lissingen. |
| 1280                | Bau eines zweiten Wohn- und Wehrturmes nahe dem Ersten. |
| um 1400             | Bau eines dritten Wohn- und Wehrturms. |
| 1544                | Erste Eifelkarte des Basler Kartographen Sebastian Münster. Darin erscheint die Angabe „Lesingum“ offenbar für Burg Lissingen, die zur damaligen Zeit wie eine kleine mittelalterliche Stadt nach außen hin gewirkt haben dürfte.                                                 |
| 1559                | Burg Lissingen wird in Unterburg und Oberburg geteilt. Auch die Oberburg entwickelt sich in der Folge zu einer vollständigen Burganlage mit Herrenhaus, Burghof und Vorburg. An der Unterburg entsteht ein neues Torhaus.                                                         |
| 1624                | Auch die Oberburg erhält ein eigenes Torhaus – ganz im Stil der Renaissance. |
| 1662                | Umfangreicher Umbau im Bereich der Unterburg, wobei deren 3 Wohntürme unter Dach gebracht und in ein Herrenhaus integriert werden. |
| 17./18. Jh. n. Chr. | Das auf der Unterburg ansässige Adelsgeschlecht der Zandt von Merl zu Lissingen wird Mitglied im Bund der Niederrheinischen Reichsritterschaft und damit dem Kaiser direkt unterstellt. Burg Lissingen wird Sitz einer winzigen autonomen Herrschaft mit eigener Gerichtsbarkeit. |
| 1794                | Die Herrschaft Lissingen verschwindet im Zuge der Französischen Revolution und der Annexion der linksrheinischen Gebiete durch Frankreich von der politischen Landkarte. |
| 1823                | Das letzte Mitglied der Adelsfamilie Zandt von Merl zu Lissingen verstirbt und der Besitz gelangt für ein Jahr an die Zandt von Merl zu Weiskirchen (im heutigen Saarland). |
| ab 1824             | Die Unterburg befindet sich fortan in bürgerlichem Besitz und wird vor allem im Rahmen von Land- und Forstwirtschaft sowie eines Mühlenbetriebes genutzt. |
| 20. Jh.             | Es erfolgt eine stärkere Mechanisierung der Burganlage in Verbindung mit einer Spezialisierung auf Schweinemast, Saatgutgewinnung, Milchproduktion sowie Stromerzeugung. |
| 1987                | Erwerb der Unterburg durch Karl Grommes. |
| 2000                | Erwerb der Oberburg durch das Ehepaar Engels. |
| 2015                | Zwangsversteigerung der Unterburg und Erwerb durch Günter Lipperson |
| 2016                | Erster Weihnachtsmarkt in Ober- und Unterburg. |

## Heutige Nutzung

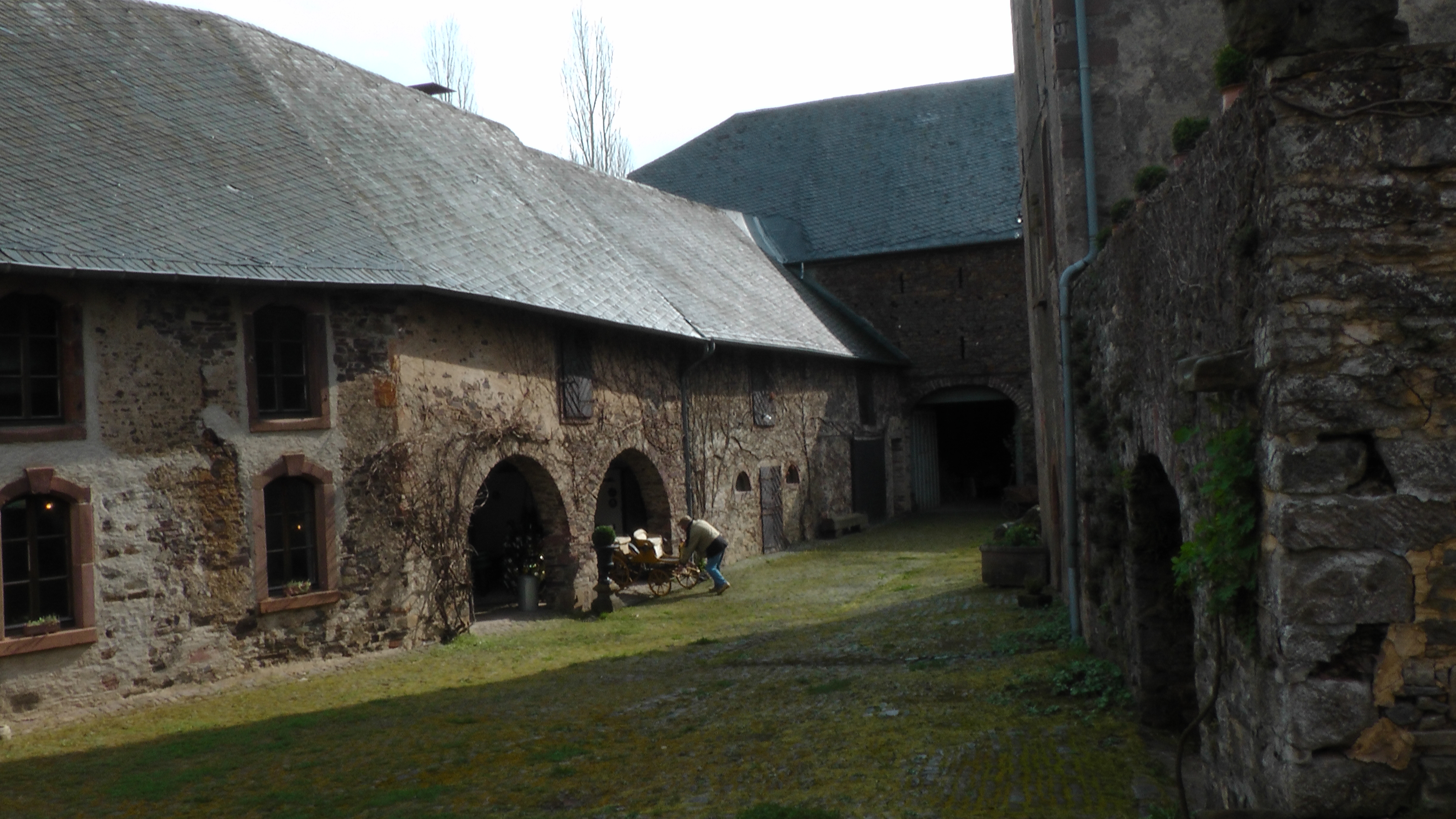
Ehemalige Burgmühle, heute Restaurant und Standesamt

Die Unterburg wurde im Jahre 1987 von Patentanwalt Karl Grommes aus Koblenz erworben. Er
führte umfangreiche Sanierungsmaßnahmen durch und stattete den historischen Gebäudekomplex mit Mobiliar, Hausrat, Werkstätten und dergleichen aus. Sein Ziel war es, den gesamten Gebäudekomplex mit seiner Innenausstattung als Ensemble wieder aufleben zu lassen und damit Einblicke in frühere Lebens- und Arbeitsweisen zu geben. Der ganze Komplex stand unter der Bezeichnung „Freilichtmuseum Burg Lissingen“.
Zu besichtigen waren in der Regel der malerische Burghof der Unterburg, ihr Herrenhaus mit Keller, Küche und Wohnräumen, die Zehntscheune, weitere Ökonomiegebäude sowie das Außengelände mit vielen Relikten früherer Jahrhunderte. Führungen wurden angeboten . Dauerausstellungen existierten zu Kutschen, Schlitten, Kirchturmhähnen sowie zu historischem Baumaterial.  Die vom Arbeitskreis Eifeler Museen konzipierte Sonderausstellung „Essens-Zeiten“ hatte nach 5 Wanderjahren hier eine dauerhafte Bleibe gefunden.
Weiterhin konnte die Unterburg für gastronomische und kulturelle Zwecke, wie Feiern, Hochzeiten, Tagungen, Kunstprojekte und Ausstellungen genutzt werden. Innerhalb der Unterburg befand sich eine Bäckerei mit historischem Steinbackofen, eine Gaststätte und ein Standesamt. Im März 2015 wurde die Unterburg zwangsversteigert. Dadurch kam der Oberstudienrat a. D. und Historiker Günter Lipperson aus Linz am Rhein in den Besitz der Unterburg Lissingen. Es folgte eine schrittweise Renovierung. Dabei wurden morsche Balken ausgetauscht, die Dächer neu eingedeckt, abgekippte Giebelwände mit Ankern verstärkt, und das Mauerwerk des ganze Anwesens verfugt, wobei Stand Ende 2017 die Arbeiten noch lange nicht abgeschlossen waren und insbesondere das Haupthaus und die einsturzgefährdete Zehntscheune noch grundlegend instand gesetzt werden müssen. Im Juli 2021 wurden durch das Hochwasser der Kyll die Innenräume und die Kutschensammlung schwer beschädigt.
Die Ausstellung Essenszeiten befindet sich nun im Volkskunde- und Freilichtmuseum Roscheider Hof und die Kirchturmhähne im LVR-Freilichtmuseum Kommern.
Die Oberburg wurde im Jahr 2000 von Christine und Christian Engels erworben. Sie wird von den Besitzern genutzt. Einige Räume werden (Stand 2011) als Ferienwohnungen vermietet. Auch die Oberburg ist nach Voranmeldung zu besichtigen.

## Beschreibung

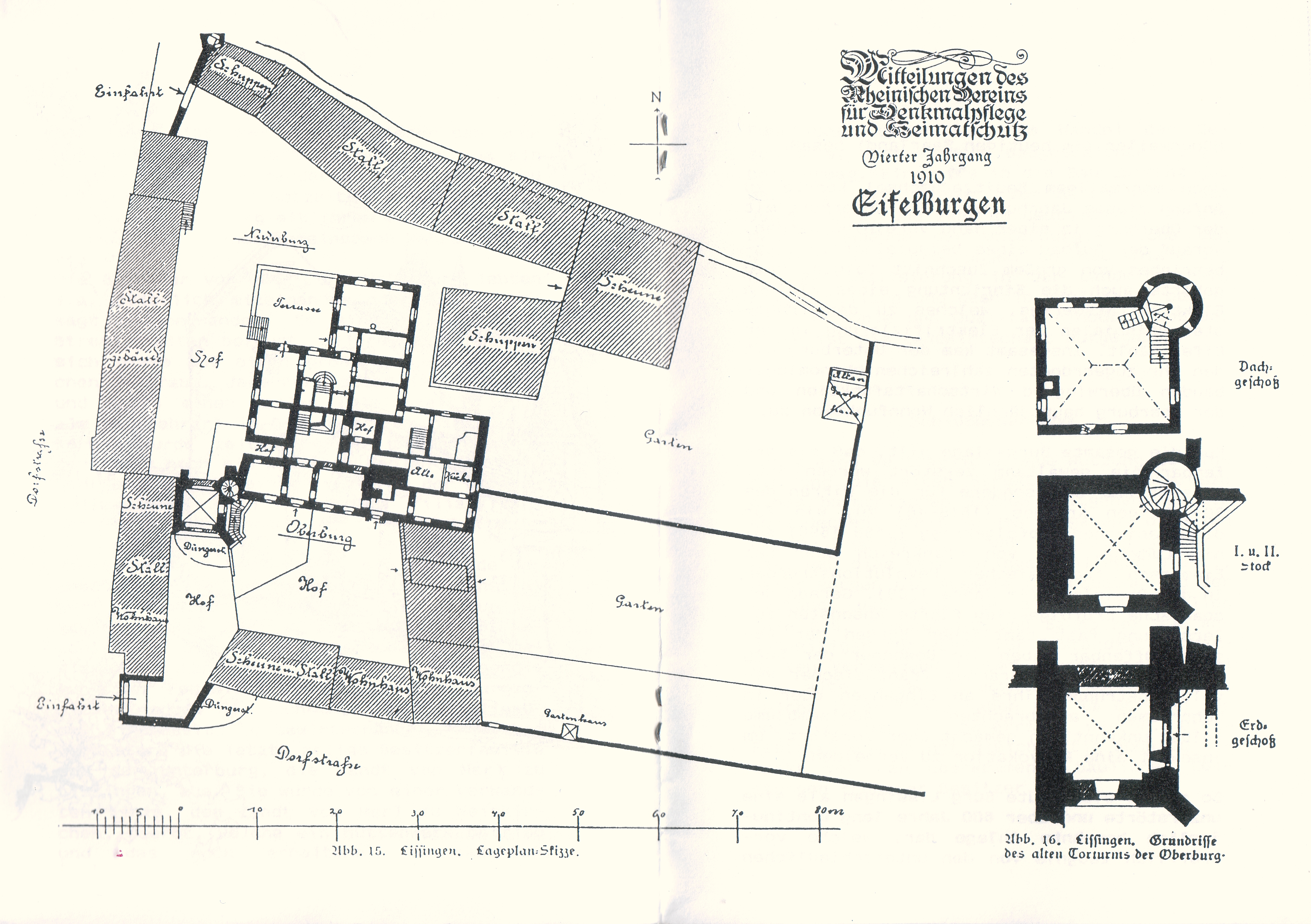
Grundriss

Zur Burganlage zählen zum einen die Unterburg mit ihren verschiedenen Gebäuden, Höfen und Freiflächen sowie einem Außengelände und zum anderen die ähnlich strukturierte Oberburg, ebenfalls mit Gebäuden, Hof und Freiflächen.

### Baukomplex der Unterburg
Zum Baukomplex der Unterburg zählen:
- der historische Burghof,
- das Herrenhaus,
- die Burgmühle (heute Gaststätte und Hofbäckerei),
- der sogenannte Hahnenspeicher (heute Museum),
- die sogenannte Sommerküche,
- das Torhaus,
- die Zehntscheune mit Pferdeställen,
- die Große Scheune (heute Museum),
- die Remise (heute Museum),
- der Wirtschaftshof mit Kräutergarten und Kastanienwiese,
- das ehemalige Elektrizitätswerk,
- der ehemalige Laufstall (heute überdachter Freisitz),
- der ehemalige Kuhstall (heute Ausstellungs-/Markthalle),
- Schlosserei, Magazin, Maschinenhalle und Silos,
- Wildgatter mit Wildstall,
- der innere Mühlgraben.

#### Das Herrenhaus
Das schlossartige Herrenhaus zeigt sich heute im Stil der Renaissance. Es geht auf drei mittelalterliche Wohntürme zurück, die beim Umbau von 1661 bis 1663 in einem einzigen winkelförmigen Baukörper aufgegangen sind. Die ältesten, möglicherweise karolingischen Baureste befinden sich im Kellergeschoss des Hauses und als Gewölbe unter einer großen vorgelagerten Terrasse. Im Erdgeschoss liegt neben Empfangs- und Essräumen eine urige Gutsküche. Auf das Erdgeschoss folgt ein Mezzaningeschoss mit deutlich niedrigerer Raumhöhe, das die eigentlichen Wohnräume früherer Besitzer enthielt. Darüber liegt ein Obergeschoss, in dem drei hohe, repräsentative Säle mit bemerkenswerten Sandsteinkaminen zu finden sind.

#### Die Burgmühle
Die Burgmühle war ursprünglich ein frei stehender Bau außerhalb der Wehranlage der Burg Lissingen. Erst im Zuge späterer Erweiterungen (ausgelöst durch den Teilungsvertrag von 1559) wurde die Burgmühle in die Burganlage mit einbezogen.
Die Burgmühle war eine Getreidemühle. Sie zahlte jährlich 5 Malter Korn, 6 Gulden und 8 Albus für Pacht und Wasserlauf. Dazu durften die Burgherren jederzeit frei mahlen lassen und brauchten keinen Malter abzugeben.
Bereits zu Anfang des 20. Jahrhunderts wurde in der Mühle mit Wasserkraft Strom erzeugt. Hier hatte das spätere Elektrizitätswerk seinen Ursprung. Etwa um 1920 wurde im Untergeschoss der Mühle ein großer holzbefeuerter Steinbackofen (sog. Königswinterer Ofen) installiert, welcher den Eigenbedarf an Brot der zahlreichen Burgbewohner und Helfer deckte. Dieser Ofen wurde jüngst restauriert und ist seitdem wieder betriebsbereit. Seine Backerzeugnisse können vor Ort erworben und auch verkostet werden.

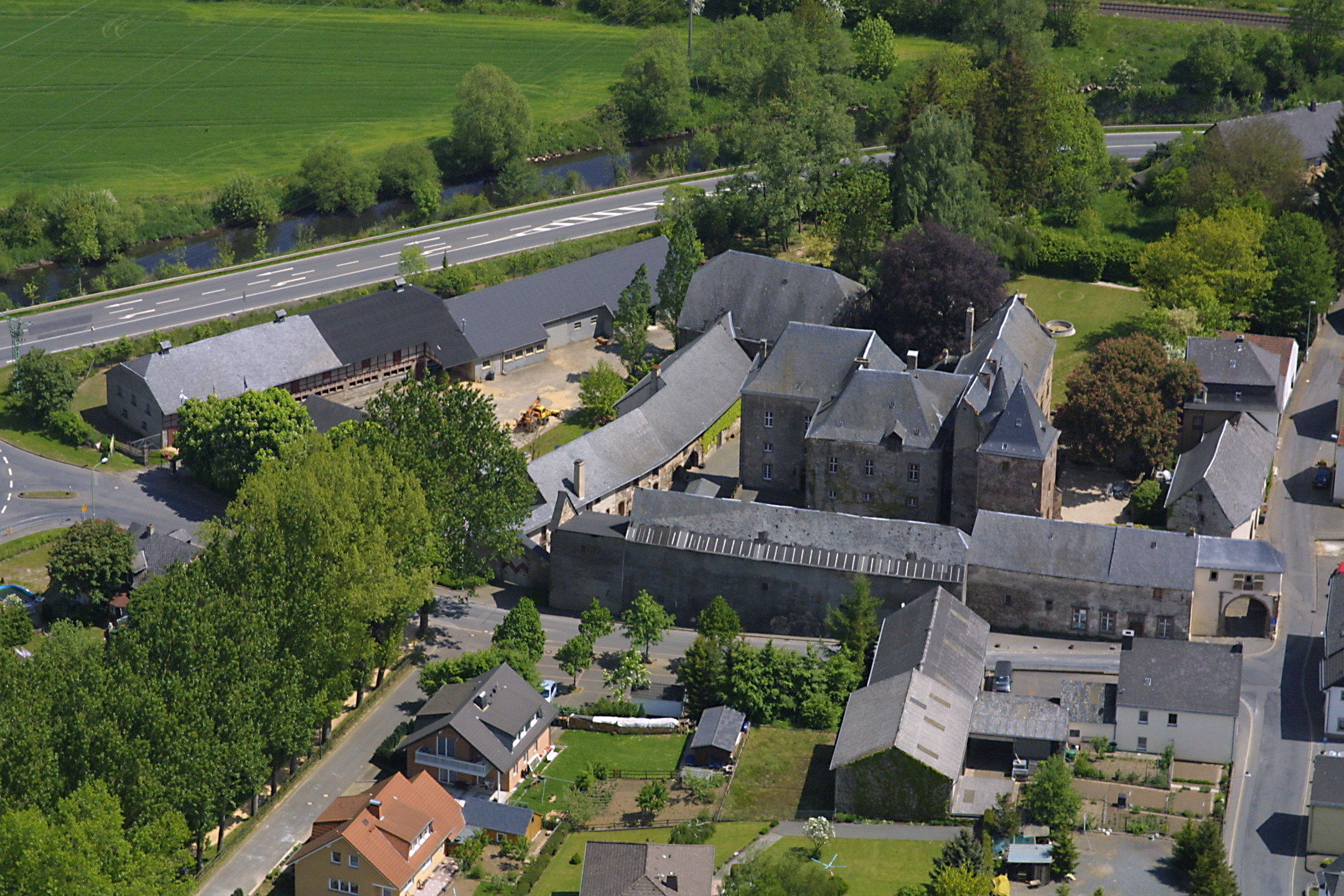
Luftaufnahme mit der Unterburg im Vordergrund
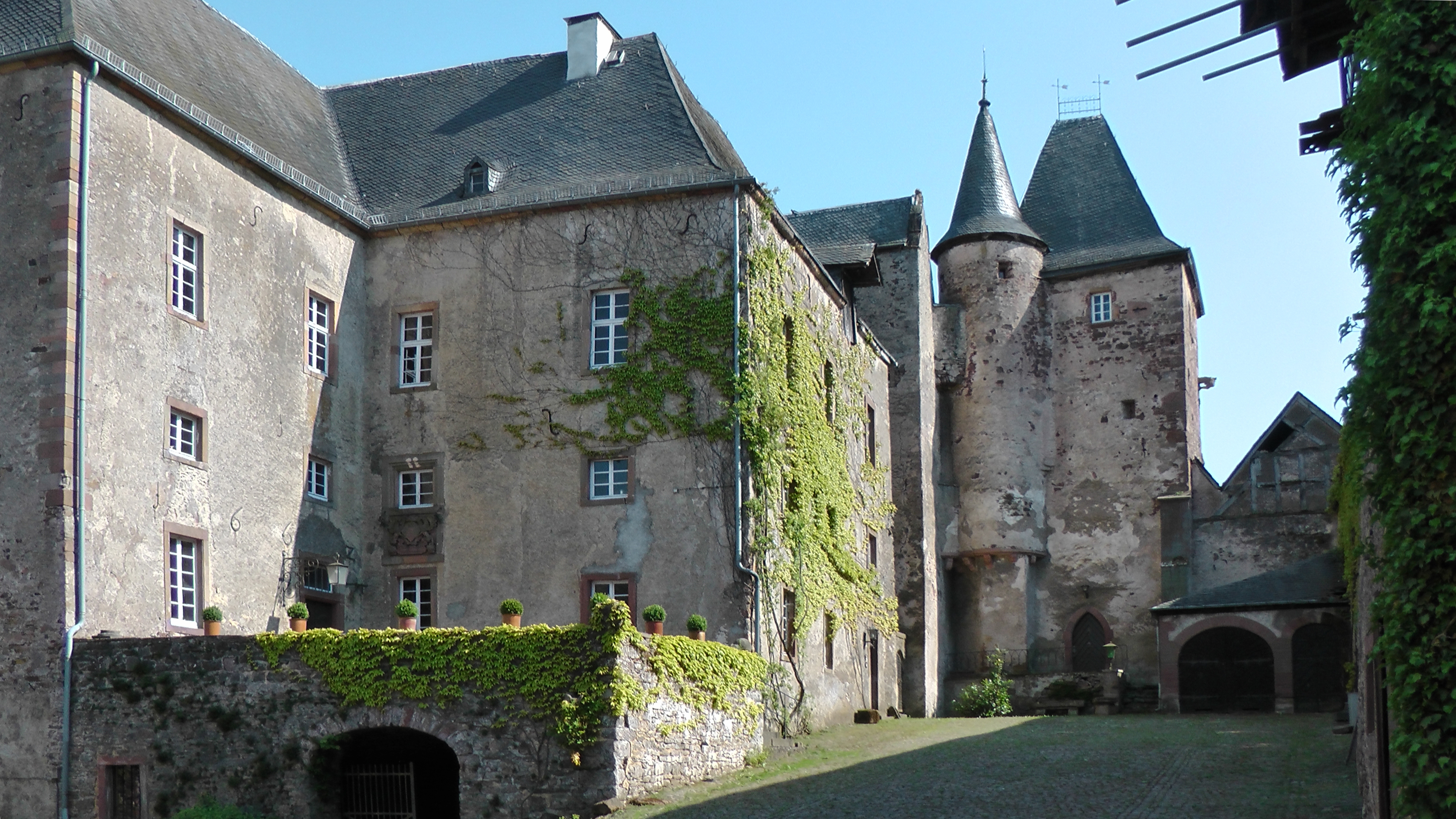
Innenhof der Unterburg
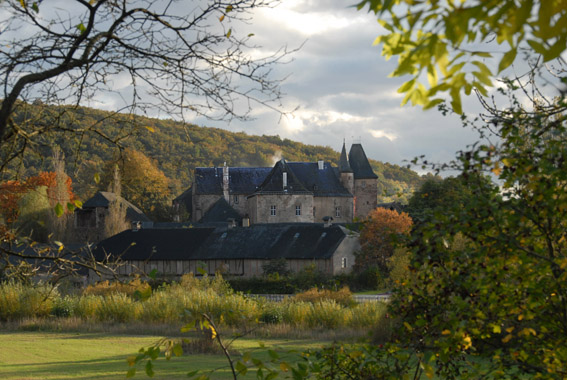
Die Burganlage von Norden
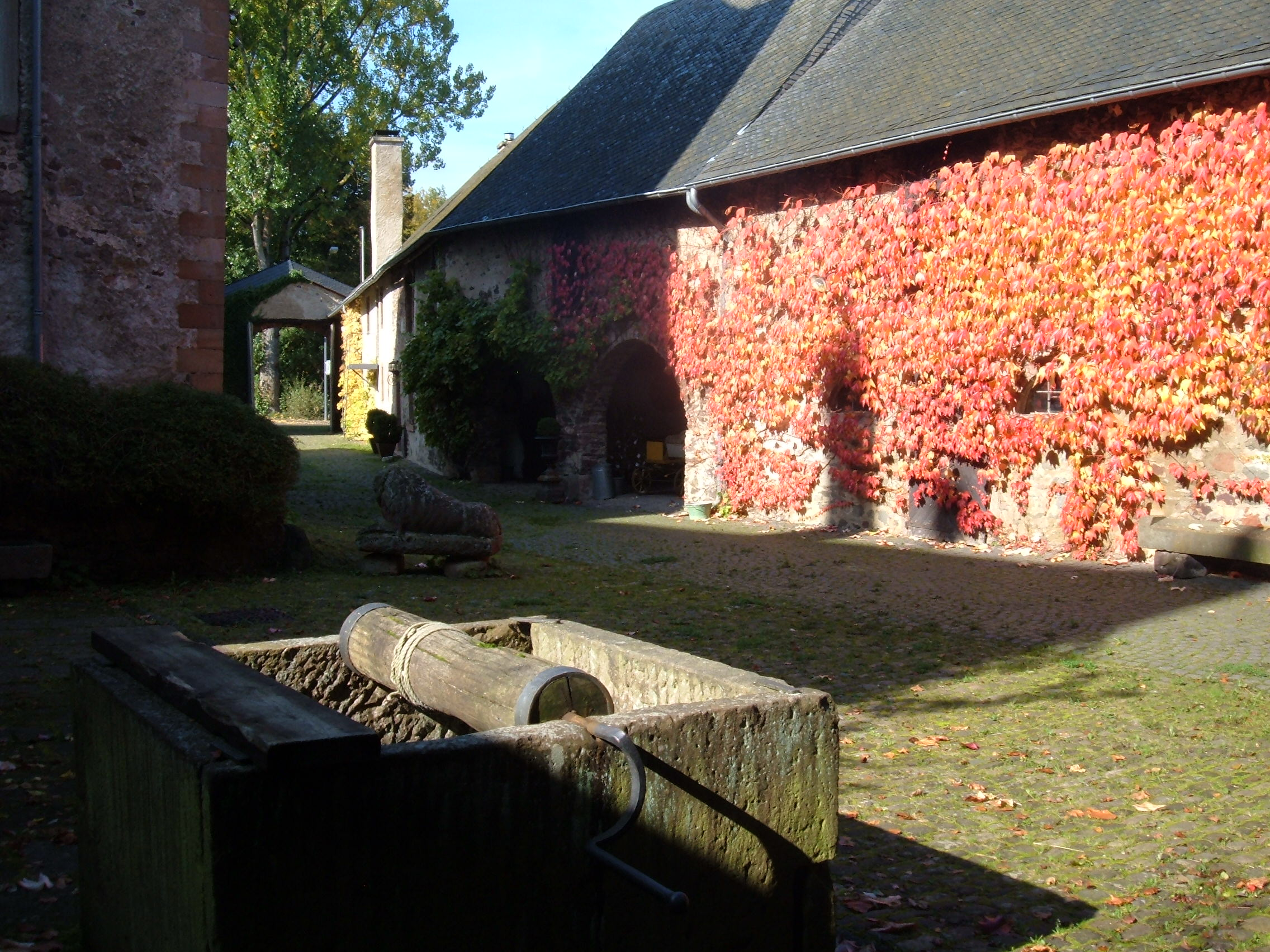
Remise
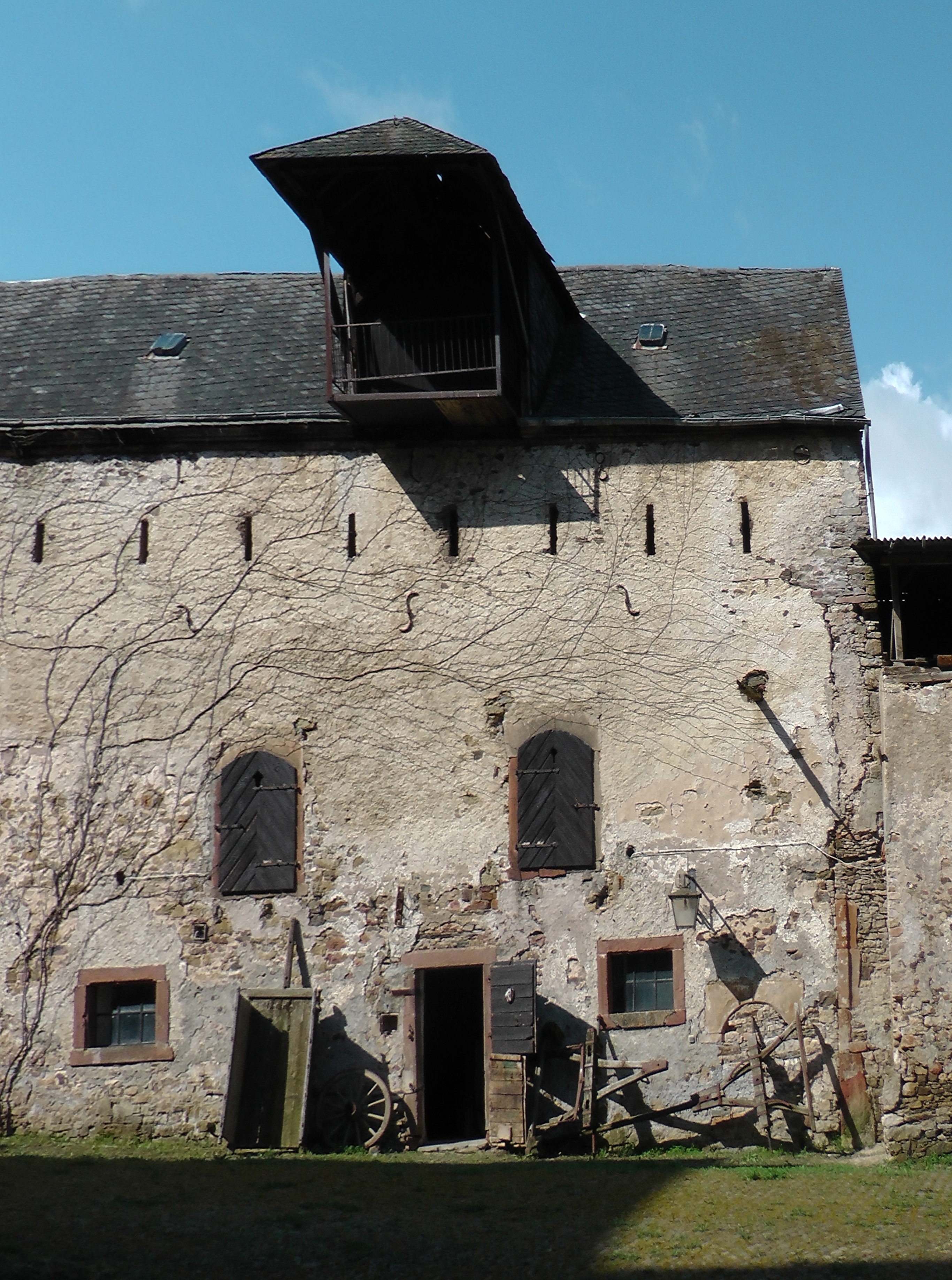
Zehntscheune

### Die Burgaue
Auf der Westseite (Feldseite) der Burg befindet sich die großflächige Burgaue. Diese wird teilweise vom Oosbach begrenzt und von einem davon abgezweigten Mühlgraben durchzogen. Dessen Wasser diente zunächst der Befüllung der Burggräben, später auch dem Antrieb der Burgmühle und des Elektrizitätswerkes. Daneben wurde das der Burg zugeführte Wasser zum Tränken von Vieh, für die Fischzucht sowie als Löschmittel für den Fall eines Brandes genutzt. Der Mühlgraben ist erhalten, aber wegen des verfallenen Entnahmewerks am Oosbach ohne geregelten Wasserzulauf und verkrautet. Im Jahre 2004 war die Burgaue die nördlichste Außenstelle der Landesgartenschau Trier.  Heute (Stand 2013) ist die ehemalige Kulturlandschaft mit ihren Biotopen, Skulpturenpfaden, Ruhepunkten und dem Beobachtungsstand weitgehend verwildert, verfallen und nicht begehbar.
Weiterhin gehören zum Außengelände der Unterburg:
- die Historische Zuwegung (Weg „Im Hofpesch“ sowie Mühlpfad, beide mit altem Baumbestand) und
- der äußere Mühlgraben mit Entnahmewerk am Oosbach.

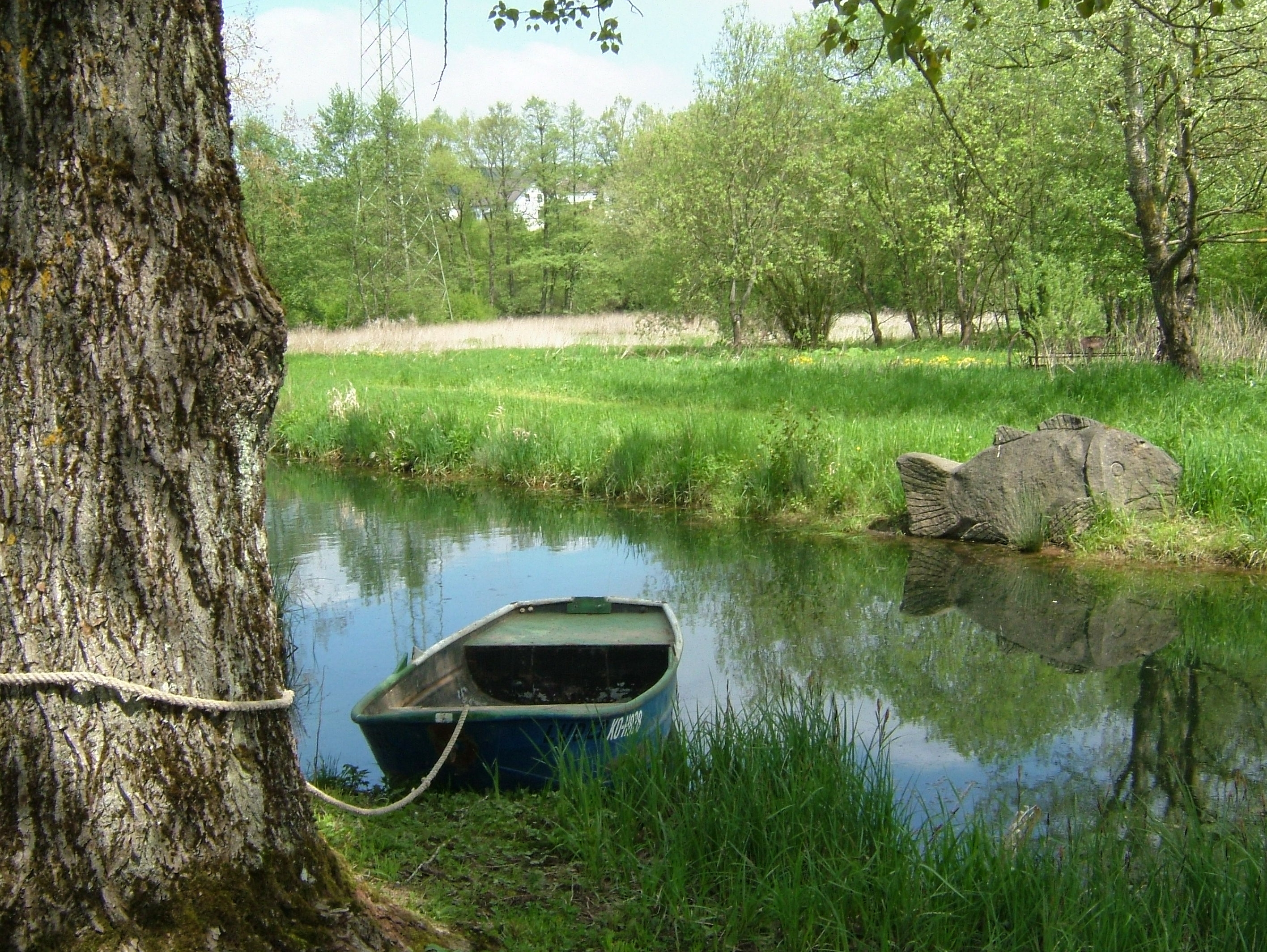
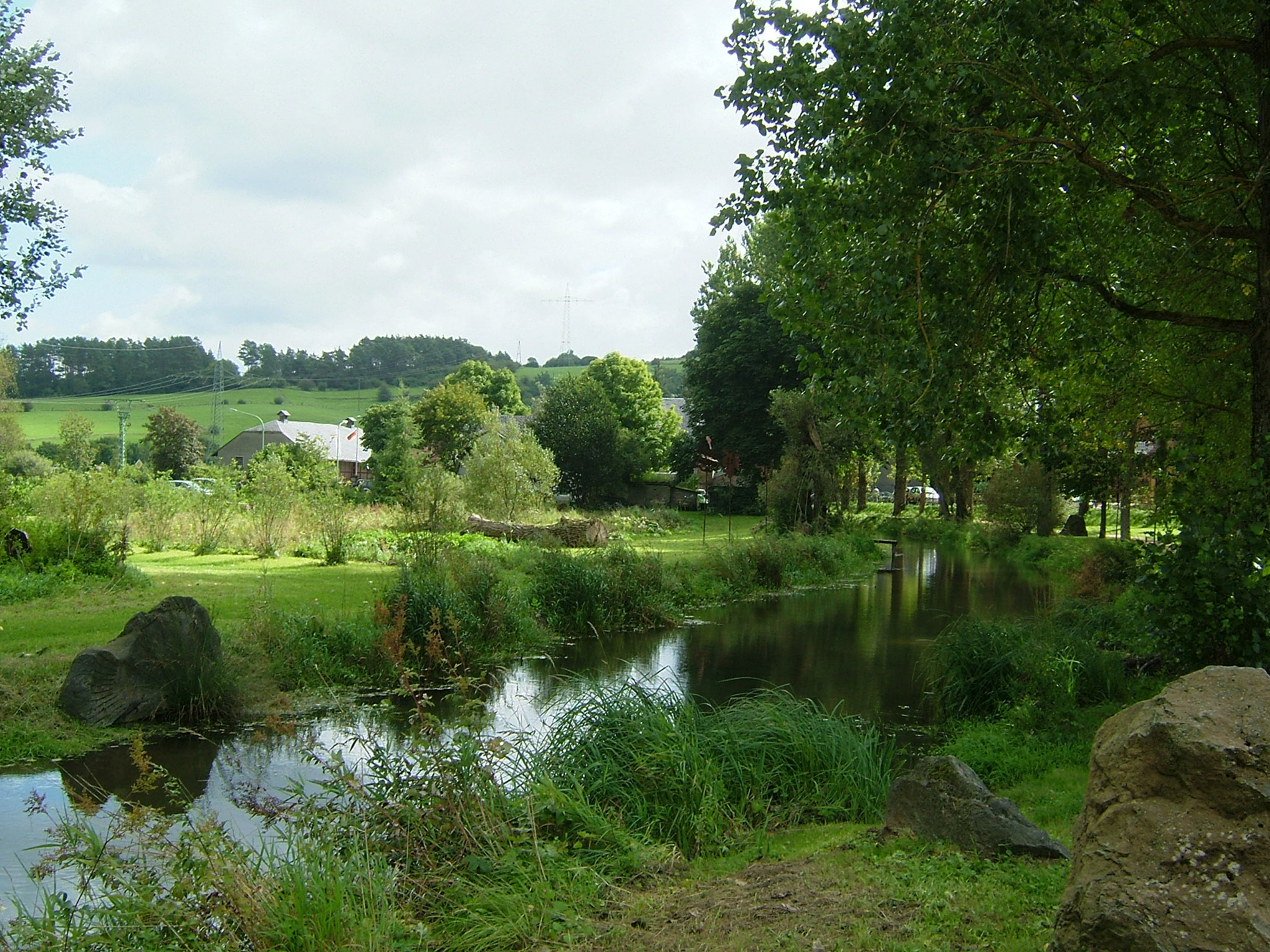
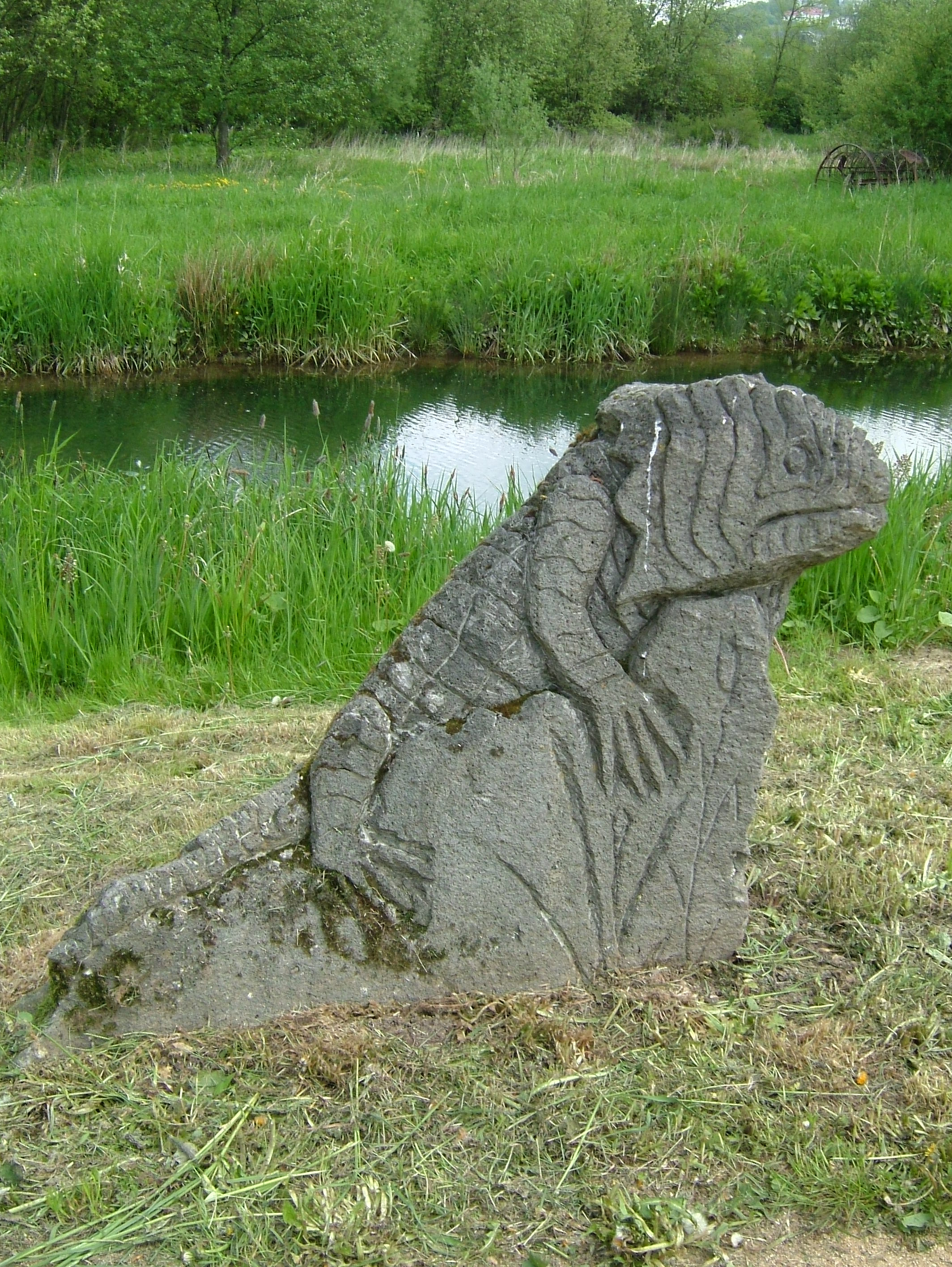
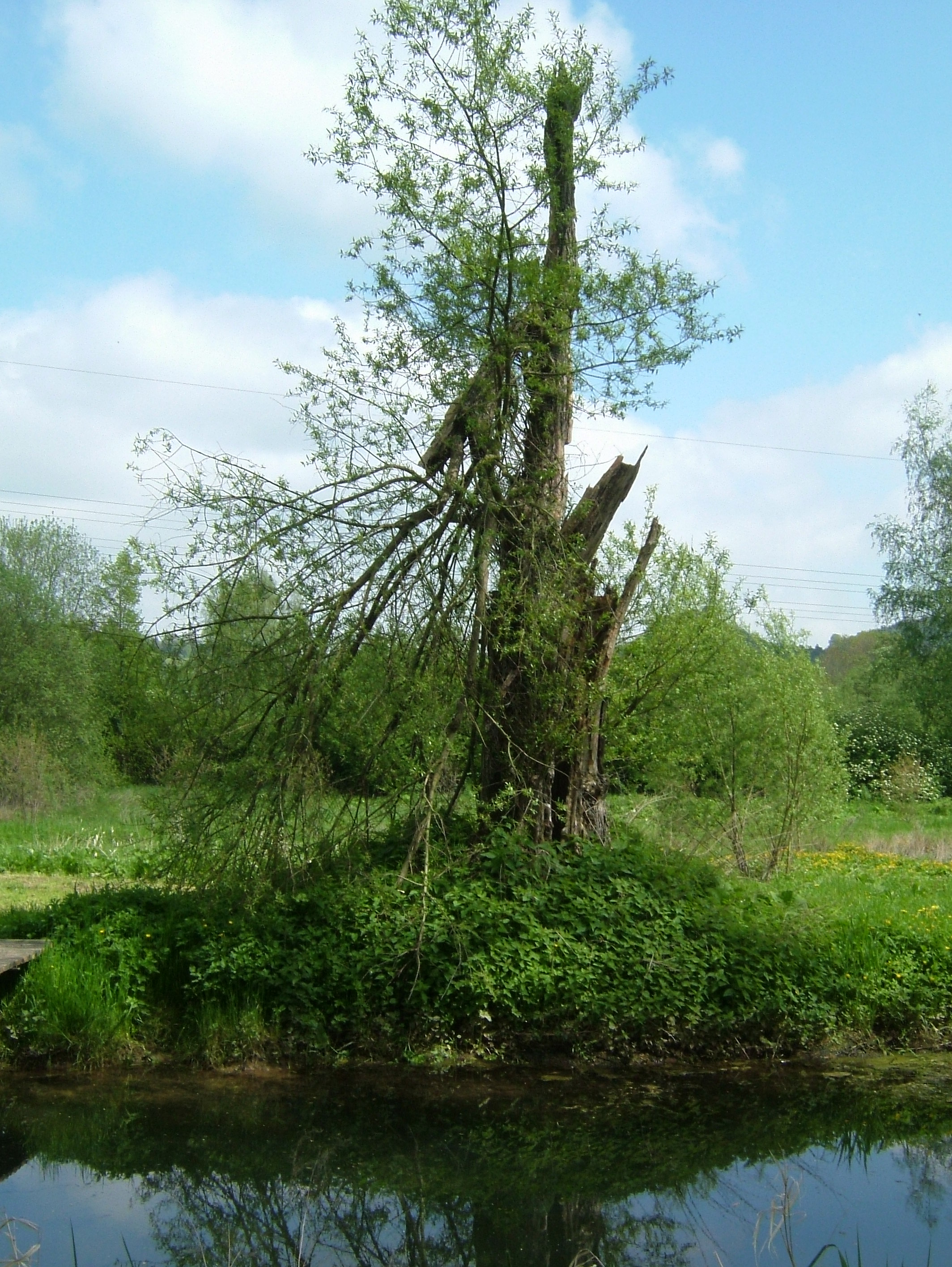

### Baukomplex der Oberburg
Zum Baukomplex der Oberburg zählen:
- der Burghof (von einer Mauer und Gebäuden begrenzt),
- das Haupthaus der Oberburg (langgestrecktes Herrenhaus im Stil der Renaissance und des Barock),
- das sogenannte Archiv (ursprünglich zur Unterburg gehöriger Anbau),
- der Torturm (aus dem 14. Jh. stammend; damals einziger Zugang zur Burganlage),
- die Scheune (Wirtschaftsgebäude als südliche Hofbegrenzung),
- das Waschhaus (Wirtschaftsgebäude als östliche Hofbegrenzung),
- das sogenannte Amtshaus (Barockes Verwaltergebäude),
- der Park (hervorgegangen aus den Nutzgärten von Unterburg und Oberburg),
- das sogenannte Kapellenhaus (von Scheune und Amtshaus eingefasstes kleines Gebäude, welches ursprünglich als Kapelle und Grablege diente und später zum Wohnhaus umgebaut worden ist),
- das Torhaus (markantes Bauwerk der Renaissance),
- ein Kleinbauerngehöft (im 18. Jh. zwischen Torhaus der Oberburg und Zehntscheune der Unterburg errichtet; verfügt über Wohntrakt, Stall und Scheune sowie einen kleinen Innenhof).

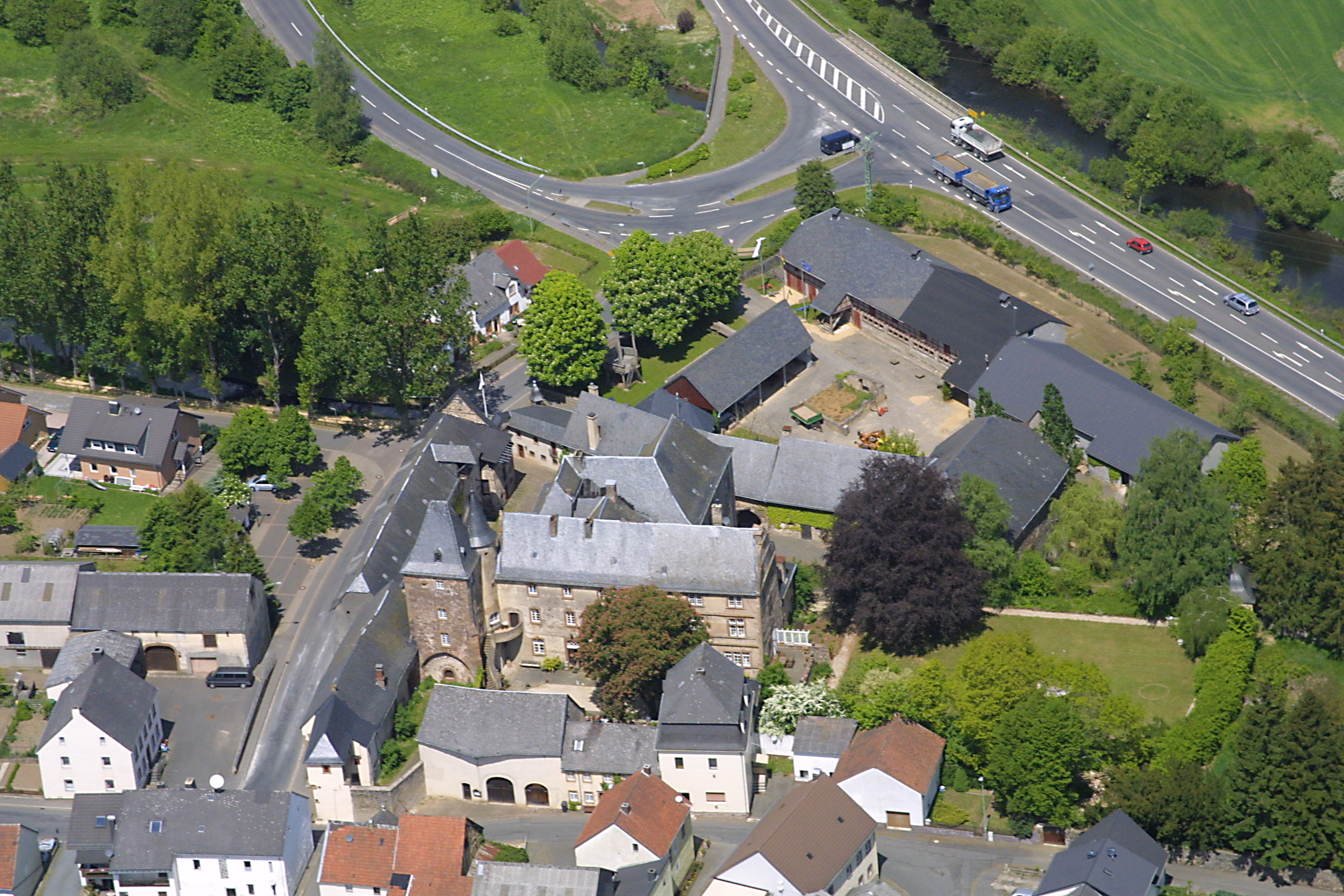
Luftaufnahme mit der Oberburg im Vordergrund
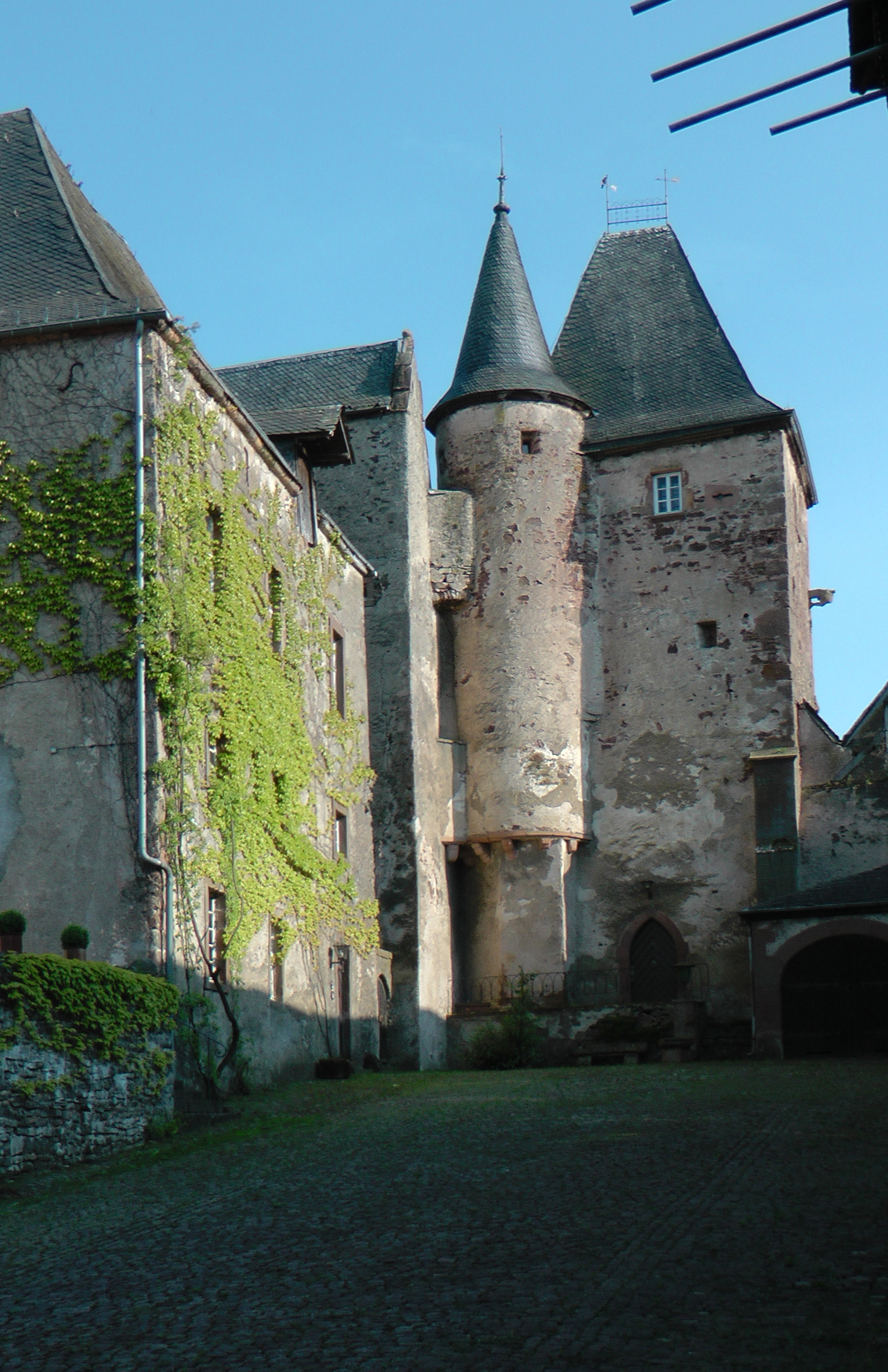
Türme der Oberburg von Norden
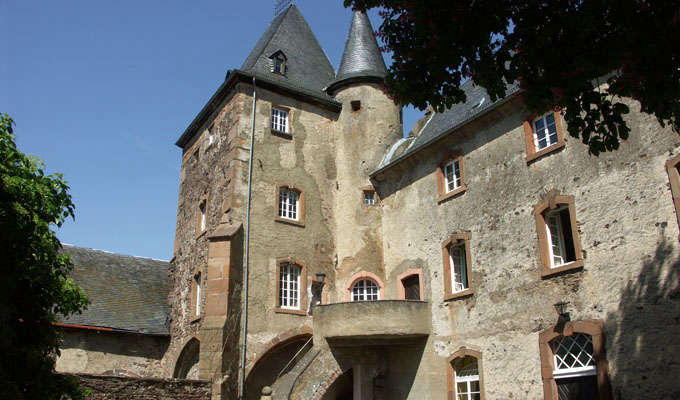
Die Oberburg von Süden